# أنطون إلياسن
أنطون إلياسن (بالنرويجية: Anton Eliassen)‏ هو عالم أرصاد نرويجي، ولد في 16 نوفمبر 1945 في أوسلو في النرويج.